# Merdare (Podujevo)
Pour l’article homonyme, voir Merdare.
Merdar en albanais et Merdare en serbe latin (en serbe cyrillique : Мердаре) est une localité du Kosovo située dans la commune/municipalité de Podujevë/Podujevo, district de Pristina (Kosovo) ou district de Kosovo (Serbie). Selon le recensement kosovar de 2011, elle compte 188 habitants.
Le village est également connu sous le nom de Turske Merdare.

## Démographie

### Évolution historique de la population dans la localité
| 1948 | 1953 | 1961 | 1971 | 1981 | 1991 | 2011 |
| ---- | ---- | ---- | ---- | ---- | ---- | ---- |
| 179  | 185  | 179  | 172  | 151  | 133  | 188  |

|  |

### Répartition de la population par nationalités (2011)
En 2011, les Albanais représentaient 99,47 % de la population.